# Kritisk sociologi
Kritisk sociologi er en sociologisk tradition med rod i Institut für Sozialforschung i Frankfurt, også kaldet Frankfurterskolen.
Kritisk sociologi forsøger at beskrive de normative grundlag for en sociologi, således at samfundet kan kritiseres. Af kendte kritiske sociologer med rod i Frankfurterskolen er i 1. generation Max Horkheimer, Adorno, Herbert Marcuse, 2. generation Jürgen Habermas, 3. generation Axel Honneth. Af danske sociologer med tilknytning til Frankfurterskolen er danske Rasmus Willig.